# 川内優輝
川内 優輝（かわうち ゆうき、1987年3月5日 - ）は、日本の陸上競技選手。

## 概要
専門競技は、主に中距離走・長距離走・マラソン等。埼玉陸上競技協会に所属していたが、後に埼玉県庁走友会が陸協登録をして「埼玉県庁」の名称で所属。それまでは地方公務員かつ非実業団の「市民ランナー」としての活躍が世間の注目を集めていたが、2019年3月限りで埼玉県庁・公務員を退職し、同年4月からはあいおいニッセイ同和損害保険と所属契約を結びプロランナーに転向した。
男子マラソン種目の主な実績に、2017年世界陸上ロンドン大会9位、2011年世界陸上大邱大会17位、2013年世界陸上モスクワ大会18位、2019年世界陸上ドーハ大会29位、2014年仁川アジア競技大会銅メダリスト、2013年別府大分毎日マラソン優勝、2018年ボストンマラソン優勝、防府読売マラソン5回優勝（2012年・2014年・2017年・2018年・2023年） など。
妻は川内侑子（旧姓・水口）で、1児（長男）の父親。川内優輝は3人兄弟の長男であり、次弟・川内鮮輝と末弟・川内鴻輝。

## 来歴

### 生い立ちから大学時代まで
東京都世田谷区生まれ、埼玉県北葛飾郡鷲宮町（現：久喜市）育ち。実父・葦生（あしお）は島根県隠岐島の出身であり、高校時代に国体にも出場したアマチュアボクサーであった。
小学校入学前に世田谷区から鷲宮町へ転居。鷲宮町立鷲宮中学校（現：久喜市立鷲宮中学校）、埼玉県立春日部東高等学校を経て学習院大学法学部政治学科に進学。
高校時代は、県大会レベルの選手で故障を繰り返していた（詳細は人物・エピソードにて後述）。学習院大学時代に関東学連選抜の選手として箱根駅伝競走に2度出場、学習院大学の在学生では史上初めて箱根路で出走した。2007年（平成19年）は6区を区間6位、2009年（平成21年）は6区を区間3位の成績だった。また2008年（平成20年）にはニューカレドニア国際マラソンのハーフマラソン男子の部で優勝している。
自身初のフルマラソンは、学習院大学卒業前の2009年2月の別府大分毎日マラソンで20位。東京マラソン2009では19位に入っている。

### 市民ランナーとして
大学卒業後は、陸上競技の実業団には進まず、当時陸上部のなかった埼玉県庁に入庁。2009年4月、埼玉県立春日部高等学校定時制に埼玉県職員（埼玉県教育局主事）として勤務する傍ら練習を続け、「市民ランナー」として大会に参加。2010年1月10日の第11回谷川真理ハーフマラソンでは1時間06分49秒で優勝。東京マラソン2010では優勝した藤原正和と17秒差の2時間12分36秒で4位に入った。埼玉陸上競技協会所属として出場していた（後に川内の活躍を受ける形で、埼玉県庁走友会が陸協登録をし、2019年3月まで埼玉県庁に所属していた）。
2011年1月23日には、第16回天皇盃全国都道府県対抗男子駅伝競走大会に埼玉代表で7区・アンカーで出場（区間41位・総合37位）。2011年2月6日の第65回香川丸亀国際ハーフマラソンでは当時ハーフマラソンの自己ベスト記録を更新し9位。

### 世界陸上大邱大会17位[注 1]

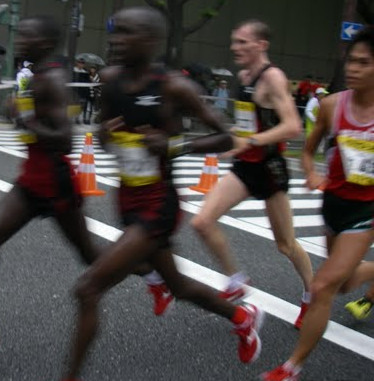
2011年大阪マラソン（一番右側が川内）

同年2月27日の東京マラソン2011では、過去世界陸上選手権男子マラソン代表の入船敏・藤原新らを抑え、更に終盤追い上げ、39km地点で尾田賢典とサイラス・ジュイ（ケニア）を追い越した後も懸命にラストスパート、当時自己ベスト記録を約4分更新する2時間08分台を記録し、日本人トップとなる3位に入った。これで「2時間09分30秒を切って日本人トップ」という日本陸上競技連盟の代表選考基準をクリアしたため、2011年9月開催の世界陸上大邱大会の男子マラソン日本代表に内定した。
その世界陸上大邱大会男子マラソン本番では、レース前半は先頭集団の一番前の方を走る積極性を見せたが、16km付近で集団から脱落。一時は30位前後まで下がったが、30kmを過ぎ順位を上げた結果、日本人3番手の17位 でフィニッシュ。ゴール直後は東京マラソン2011同様に昏倒して担架で運ばれ、インタビューを受ける事は出来なかった（日本人首位は堀端宏行の6位入賞、2番手は中本健太郎の9位）。
同年10月30日に開催の第1回大阪マラソンは、日本男子ではトップとなる4位だった。同年12月4日、翌2012年8月開催のロンドンオリンピック国内選考レースの福岡国際マラソンに出場。中間点付近で一旦は日本人争いの集団から遅れるも徐々に追い上げ、36km過ぎで今井正人・前田和浩に追いつき、その後2人をかわして日本人トップの2時間10分を切るタイムを記録し、3位でゴール。その福岡国際からわずか2週間後の同年12月18日に防府読売マラソンへ出場。フルマラソンでは3大会連続で日本人首位の成績だったが、同大会2連覇のセルオド・バトオチルに突き放され2位でゴールした。

### ロンドン五輪日本代表ならず
2012年2月5日の第66回香川丸亀国際ハーフマラソンでは27位ながらも、前年の同大会を22秒上回る自己ベストを達成。ロンドンオリンピック国内選考会再挑戦となる同年2月26日の東京マラソン2012で、日本人トップと自己記録を目指して出走したが、23km過ぎで日本人トップ争いの第2集団から脱落してしまい、結果14位に終わる。同年3月12日に行われた日本陸上競技連盟のロンドン五輪・マラソン日本代表（男女計6名）の発表においては、結局正式代表選手も補欠にも選出されなかった。それでも川内本人は、五輪落選時のインタビューで「実力が足りなかった。公平な選考がなされたと思います」とコメントした。
五輪落選後も、短いスパンでレースに数多く出場する。2012年4月15日のかすみがうらマラソンでは、中間点を過ぎた後で川内は先行する選手を次々追い抜き、ゴールタイムは平凡ながらも自身初めてのフルマラソン優勝を達成した。同年5月13日の第22回仙台国際ハーフマラソンは、日本男子ではロンドン五輪代表の藤原新（2位）に次いで4位に入った。前年ゴール寸前で倒れ途中棄権した6月17日の第7回隠岐の島ウルトラマラソン男子50kmの部では、2位以下に33分以上の大差をつけて優勝。また、7月1日開催のゴールドコーストマラソンでは、日本男子トップの4位だった。
8月26日開催の北海道マラソンは気温30度近い気象条件の中、25km付近から自ら仕掛けてその後は独走。2位以下に3分以上の差をつけ、2回目のフルマラソン優勝を達成、5大マラソン（北海道、福岡国際、別府大分毎日、東京、びわ湖毎日）初のビッグタイトルを手にした。9月16日開催のシドニーマラソンにおいても大会新記録で3回目のフルマラソン優勝を果たす。また10月6日の世界ハーフマラソン選手権大会（ブルガリア・カバルナ）男子の部は、21位ながらも日本人ではトップに（団体戦は日本男子9位）。さらに10月21日開催の第1回ちばアクアラインマラソンでは、気温25度を超す高温の影響で終盤フラフラになりながらも、2位以下に10分以上の大差で4回目のフルマラソン優勝となった。

### 世界陸上モスクワ大会18位

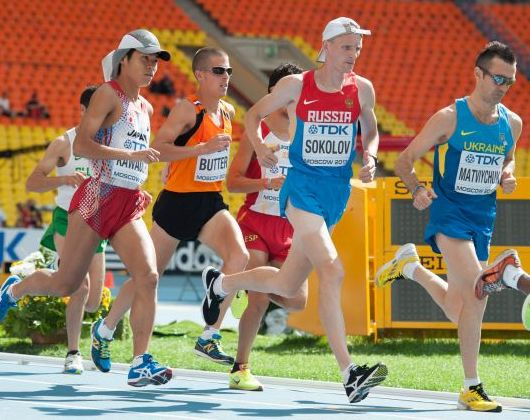
2013年世界陸上モスクワ大会（一番左側が川内）

翌2013年開催の世界陸上モスクワ大会男子マラソン選考レースだった、12月2日の福岡国際マラソンでは、レース前の招待選手記者会見で東京マラソン同様に藤原新との口撃バトルを繰り広げ場を沸かせていた。しかし本番レースでは28km付近で先頭集団から脱落、終盤追い上げたが6位に留まる。それでも12月16日の防府読売マラソンでは、2位のマイナ・ディシ（愛三工業）に1分39秒の差をつけ、2012年に出場したフルマラソンでは5回目となる優勝で締めくくった。
世界陸上選考会再挑戦となった2013年2月3日の別府大分毎日マラソンでは、28km付近でロングスパートを仕掛けると、その後ロンドン五輪男子マラソン6位入賞・中本健太郎との一騎討ちに。残り2kmを切った給水地点を過ぎた直後、自ら果敢に飛び出して中本を引き離し、同マラソン大会新記録となる2時間08分15秒を記録、自己記録も22秒を上回って通算7回目のマラソン優勝を達成。世界陸上モスクワ大会・男子マラソン代表選考へ大きく名乗りを挙げた。
それから2週間後の金栗記念熊日30キロロードレースでは、自ら30kmの記録を36秒更新し大会記録で優勝。3月17日のソウル国際マラソンは2時間07分台を目指して出場したが、32km過ぎから2度目の先頭集団のペースアップについていけずに後退、辛うじて当時の自己記録を1秒縮めるも4位に留まった。しかし、別府大分毎日マラソン、ソウル国際マラソンでの2ヶ月連続2時間08分台達成は、世界でも類を見ない快挙である。4月21日の長野オリンピック記念長野マラソンでは、降雪とスタート時の気温0.4度という厳寒の中、40km手前で2位のアレクセイ・ソコロフ（ロシア）を振り切り、同マラソンでは日本男子として初優勝を達成した。
2013年4月25日、世界陸上モスクワ大会男子マラソンへ2大会連続2回目の代表選出となった。同年6月2日の千歳JAL国際マラソンでは、タイムは2時間18分台ながらも合計9回目のマラソン優勝。3年連続出場となる、6月16日の第8回隠岐島ウルトラマラソン男子50kmは招待選手で出走、トップでゴールするも軽い熱中症で完走直後に倒れ、病院へ搬送された。2年連続出場の7月7日のゴールドコーストマラソンでは大会タイ記録（当時）を更新、自身丁度10回目となるフルマラソン優勝を成し遂げた。
しかし、川内自ら「6位入賞」が目標だった、世界陸上モスクワ大会男子マラソン本番は、25度を超える高温に対応できず、25km付近で2位集団の争いから脱落。結局は日本人4番手の、総合18位のゴールに終わった（日本人首位は中本健太郎の5位入賞）。

### アジア競技大会（仁川）銅メダル
レース前「目標は2時間07分30秒以内」と宣言した2013年12月1日の福岡国際マラソンでは、ペースメーカーが外れた中間点で川内自ら先頭集団を抜け出しスパートを仕掛ける。しかし29km過ぎで後ろの集団に吸収され、34km過ぎ、優勝したマーティン・マサシについていけなかった。その後は3位の位置を維持し、タイムは2時間09分台ながら日本人ではトップの3位に食い込んだ（ライバル・藤原新は20km過ぎで途中棄権）。なお、福岡国際マラソンから2週間後（12月15日）には、前年優勝の防府読売マラソンに出場。結果は2位だったが、前年を上回る2時間09分15秒（大会史上3位）で完走したことによって、「月間2大会（および2大会連続）でゴールタイムが2時間10分を切る」という快挙を達成した。
2014年3月2日のびわ湖毎日マラソンでは、22km過ぎで先頭集団から脱落するもレース終盤に追い上げ、日本人では佐々木悟に次ぐ2番手の4位に入る。同年3月12日、東京マラソン2014で日本男子首位で8位の松村康平と共に仁川アジア競技大会男子マラソン代表に選出された。
同年4月1日、春日部高校より地元の埼玉県立久喜高等学校定時制・事務職員へ移動。12日後の4月13日、さが桜マラソンでは15kmから独走し12回目のマラソン優勝。それから僅か1週間後の4月20日、とくしまマラソンでは途中腹痛により20km過ぎでトイレに駆け込み、3分近くのロスタイムが発生しながらも同マラソンの大会新記録で13回目のマラソン優勝。5月4日のハンブルクマラソンは9位ながら日本男子首位、さらに日本人では、男子マラソン最高記録保持者の高岡寿成を超える、単独最多記録のマラソン7度目のサブテン（2時間10分未満）を達成した。6月15日の第9回隠岐の島ウルトラマラソン男子50kmの部は、招待選手として出走の為順位は付かずタイムは参考記録ながら、自らの大会記録・非公認の日本記録を更新、世界歴代6位相当の2時間47分27秒でフィニッシュ。7月6日のゴールドコーストマラソンでは20km手前、転がってきたカラーコーンを踏み外し転倒したが、後半追い上げて日本男子トップの3位に食い込んだ。川内は、ペースメーカーと選手が蹴ったコーンが自分の前に来たと語った。
2014年10月3日開催の仁川アジア競技大会男子マラソンでは、レース終盤まで優勝のハサン・マハブーブ、2位の松村康平と激しく競り合ったが、最後のトラック勝負で離されてしまい、マハブーブに4秒、松村にも3秒の僅差で惜しくも敗れ3位に留まった。レース後の川内は「（2015年開催の）世界陸上北京大会男子マラソンの国内選考会には一切出場しない」と公言、2016年開催のリオデジャネイロオリンピック男子マラソン日本代表は、世界陸上後の国内選考レースで出場選出を目指す予定。同年12月21日開催の防府読売マラソンでは、同大会2年ぶり2回目の優勝、同年5月のハンブルクマラソン以来8度目のサブテンを達成した。
2015年4月12日、本庄早稲田の杜クロスカントリー・ハーフマラソンのレース後、「2017年の世界陸上ロンドン大会でメダル獲得を目指し、同大会で第一線から区切りを付けたい」と、日本代表から引退する意向を示した。また同年6月、昨2014年度に日本陸連が設立したマラソンナショナルチーム（NT）の、今年度のメンバー入りを辞退した事を明らかにした（日本陸連は2015年5月、翌2016年のリオ五輪マラソン日本代表選考でNTメンバーから優先的に選出とした規則を撤廃）。それに関して川内は「（方針を）コロコロと変えるのはどうか。優遇が無ければ辞退する選手は沢山出ると思う」等、NTへの不満や疑問点についても追求している。
2015年5月24日、富山県黒部市のカーター記念黒部名水マラソンでは、タイムは2時間17分台と平凡ながら自身20回目のフルマラソン優勝を達成。同年6月21日、第10回隠岐島ウルトラマラソン男子50kmに5年連続で出場。2時間48分台でゴールしたが、昨年同様順位はつかず参考記録扱いだった。同年8月30日、オーストラリアのシティ2サーフマラソンへ2年連続で出走、同大会2連覇を成し遂げた。

### リオ五輪日本代表ならず
2015年12月6日、リオデジャネイロ五輪男子マラソン国内選考会の福岡国際マラソンに出場。しかし左足が痺れるアクシデントにより、12km手前で早々先頭集団から脱落。その後ペースダウンした選手を次々追い抜くも、結局日本人4番手の総合8位に終わった。複数のリオ五輪選考会に出場の場合、日本歴代2位相当の派遣設定記録（2時間06分30秒）を突破しないと、最初に出場レースが選考対象となる為、五輪選出は東京・びわ湖毎日各マラソン大会で再挑戦し派遣記録を破らない限り、絶望となる。それから2週間後の防府読売マラソンでは、34km地点でロングスパートを仕掛けて優勝の藤原新についていけず34秒差の2位に敗れたが、福岡国際のタイムより24秒上回った。
リオ五輪最終選考会だった2016年3月6日のびわ湖毎日マラソンへ、一般参加選手として出走するも、17km付近で日本人首位争いから後退。レース後半に追い上げて最後は皇子山陸上競技場内で中本健太郎を追い越し、日本人5着の総合7位に入ったが、4年前のロンドン五輪に続きリオ五輪男子マラソン日本代表選出もならなかった。
2016年6月19日の第11回隠岐の島ウルトラマラソン男子50kmの部は、2年ぶりに自身の大会及び日本記録（非公認）を3分以上更新、2時間44分07秒でゴール（世界歴代3位相当、ただし、招待選手の出場で順位無し・参考記録）。2週間後の同年7月3日、5年連続5回目の出場のゴールドコーストマラソンは2位だったが、自身2014年12月の防府読売マラソン以来1年7か月ぶりに自身日本人最多記録更新となる、合計9度目のサブテンを達成した。
2016年8月21日の第35回北方領土ノサップ岬（ハーフ）マラソンは3年連続トップでゴール（ゲスト参加により公式順位・記録なし）。

### 世界陸上ロンドン大会9位
2016年12月4日、翌2017年開催の世界陸上ロンドン大会男子マラソン国内選考会・福岡国際マラソンにエントリーしたが、11月12日の練習中に右脹ら脛を痛め、更に本番2日前は左足首を捻挫する負傷にも見舞われ、周囲からは欠場を勧められたが断固拒否、レース直前に鎮痛剤を服用し強行出場。その福岡国際では終始先頭集団に果敢についていき、中間点過ぎでペースメーカーが離脱すると、川内自ら積極的に飛び出してトップに立つ。その後優勝したイエマネ・ツェガエ、2位のパトリック・マカウらと競り合う中、後半ややペースダウンしたが2時間09分台の日本人首位・総合3位でフィニッシュ、ゴール後の川内は感極まり男泣きしていた。レース後の日本陸連理事・尾縣貢専務は「経験から築かれた冷静さと試合展開、攻めのレースは非常に評価している。本当に素晴らしい」、また長距離・マラソン強化戦略プロジェクトリーダー の瀬古利彦も「粘りまくってよく3番になってくれた。いい一歩目を踏み出せた。彼に有難う! と言いたい」と、それぞれ川内の激走ぶりを絶賛していた。なお川内は今回の福岡国際で、日本男子マラソン界では前人未到の2桁回数となる、合計10度目のサブテンを記録している。
2017年2月12日の第55回愛媛マラソン・男子の部では、従来の大会記録を7分近くも更新する、更に自身11度目のサブテンとなる2時間09分54秒と52年ぶりの大会新記録を達成、同マラソン初優勝を果たした。同年3月17日に日本陸連の理事会において、世界陸上ロンドン大会男子マラソン日本代表へ2大会ぶり3回目の選出となった（ほか中本健太郎・井上大仁の計3人が選出）。
2017年8月6日、世界陸上ロンドン大会・男子マラソン本番に出場。レース序盤で看板に激突や転倒など度重なるアクシデントに見舞われるも、果敢に先頭集団についていった。中間点過ぎの22km過ぎで先頭争いから脱落し、一時20位前後迄落ちていたが、30km過ぎから徐々に順位を上げていく。41km付近で日本男子暫定首位だった中本を追い抜き、ゴール直前で8位のダニエル・ワンジルを必死に追い縋るも、僅か3秒及ばず惜しくも入賞はならなかったが、3回目の世界陸上では自身最高順位となる、日本人トップの9位でフィニッシュした（中本は10位、井上は26位に終わった）。

### MGC（東京五輪男子マラソン選考会）出場権獲得・ボストンマラソン優勝

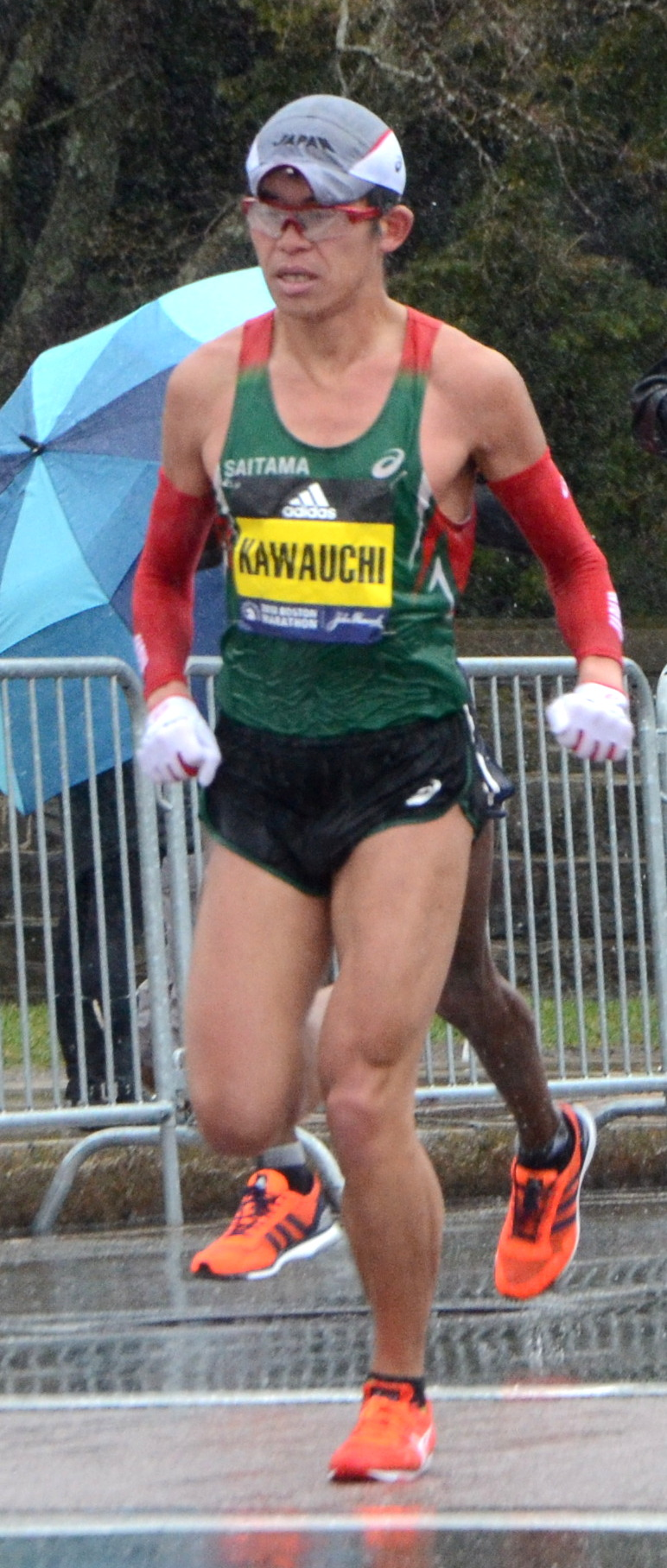
優勝した2018年ボストンマラソンの川内

2020年東京オリンピック・男子マラソン選考会の対象レース（MGCシリーズ）である、2017年12月3日開催の福岡国際マラソンは、日本人トップで総合3位の大迫傑（2時間07分19秒）等には及ばなかったが、三代目・山の神こと神野大地など終盤で抜き去り、日本人4位・総合9位の2時間10分台でゴール。それから2週間後、12月17日の防府読売マラソンでは一色恭志や浜崎達規らと30km付近迄競り合う中、33km過ぎに川内自らロングスパートを仕掛けると誰もついていけず、川内の独走に。サブテンは4秒届かなかったが、同大会において3年ぶり3回目の優勝を果たす。さらに川内は福岡国際の記録と合わせて、持ちタイムが2大会平均して2時間11分以内となったため、2019年9月以降に開催予定の、マラソングランドチャンピオンシップ（東京五輪・日本代表選考会）への「ワイルドカード」の出場資格も手中に収めた。
2018年元日のアメリカ・マサチューセッツ州ボストンで行われたマーシュフィールド・ニューイヤーズデイ・マラソンでは、氷点下17度に積雪という極寒の中全身タイツの格好で激走し、2時間18分台で通算30回目のフルマラソン優勝を達成した。さらに川内自身マラソンでは76度のサブ20（2時間20分未満）と、世界最多記録を更新、同年3月にはギネス世界記録にも認定された。
2018年4月16日に開催された、第122回ボストンマラソン（男子の部）においては、激しい冷雨と強風・気温僅か3度の低温と悪い気象条件の中で、レース終盤に単独首位だったジェフリー・キルイ（ケニア）を猛迫し、ゴール手前の40Km過ぎでついに大逆転。記録は2時間15分台と平凡ながらも、同マラソンで初優勝を果たす。日本人の当大会優勝者は1987年大会の瀬古利彦以来31年ぶりの快挙達成で、2006年に開始されたワールドマラソンメジャーズの対象レースを日本人で初めて制した。

### 公務員退職・プロランナーへ転向表明
ボストンマラソン初優勝から凱旋直後の成田国際空港・到着ロビーにおいて、川内は自ら多数のマスメディア陣に対して、翌2019年3月31日限りで埼玉県庁を退職し、同年4月1日より「プロランナー」に転向することを発表した。
2018年5月20日の第24回星の郷八ヶ岳野辺山高原100kmウルトラマラソンでは自身初の71kmに挑戦し、2位以下に約30分もの大差をつける、同大会71km・男子の部において16年ぶりの大会新記録で優勝した。
2018年12月2日の福岡国際マラソンは、11km付近で先頭集団のハイペースについていけず早々脱落。レース後半で追い上げて、昨年に引き続き神野大地らを抜き去るも10位に留まった（優勝は服部勇馬で記録は2時間07分26秒、同大会の日本人覇者は14年ぶり）。2011年以降、福岡国際から僅か2週間後にフルの部出場7回目（但し2014年を除く）・通算8度目の当大会出走となる、12月15日の防府読売マラソンでは、雨天の中終始優勝争いに加わり、40km手前で自ら2位のセルオド・バトオチル等を引離して2連覇を達成。更に同大会では史上最多となる4度目の優勝を成し遂げた。
「公務員ランナー」としては最後のフルマラソンとなる、2019年3月10日のびわ湖毎日マラソンへエントリー。冷雨の降り続く気象条件の中、川内は30km地点迄積極果敢に先頭集団へ加わった。30kmを過ぎて集団から徐々に離されたが、それ以降も大きくペースダウンする事無く、日本人では山本憲二に次ぐ2着・総合8位で、また自身13回目となるサブテン（2時間09分21秒）を達成した。更にゴール後の川内は「世界陸上ドーハ大会の男子マラソン（2019年10月開催予定）に出場したい」と自ら代表選出を熱望しつつも、MGC及び東京オリンピックへの出走は否定的である事を示唆し続けている。

### 世界陸上ドーハ大会29位
2019年5月28日、世界陸上ドーハ大会へ自身2大会連続4度目の男子マラソン日本代表に選出される（ほか山岸宏貴と二岡康平の計3人が選定）。これにより、同年9月15日開催予定のMGC出場は辞退となった。
2019年10月5日深夜（日本時間では翌10月6日）、スタート時点で気温29度・湿度49%の気象条件の中、自身念願の8位入賞を目指して、世界陸上ドーハ大会・男子マラソンに出走。だが、レース序盤の10Km手前でスピードアップした2位集団についていけず、その後はズルズルと後退。29Km地点で二岡康平に並び、32Km付近では単独の日本人2番手に浮上したが、以降もペースは上がらず入賞争いへ全く加われないまま、自身4回目の世界陸上選手権ではワースト成績と成る、2時間17分台の29位と惨敗に終わった（日本人最高位は山岸の25位、二岡は37位と日本3選手共入賞成らず）。
99回目のマラソンとなる2019年12月1日の福岡国際マラソン（MGCファイナルチャレンジ・第1弾）では、ハイペースで飛ばす先頭・第2集団につかずに第3グループで待機するも、16Km過ぎで脱落。30Km地点では25位迄落ち、レース終盤で順位を上げるも12位に留まる。丁度100回目のフルマラソンとなった、2019年12月15日の防府読売マラソンでは3連覇を目指して出走したが、20Km付近で優勝争いから後退してしまい、結果7位と同大会V3はならなかった。
2020年3月8日のびわ湖毎日マラソン（MGCファイナルチャレンジ・第3弾）では、号砲時間の9時15分に成っても、スターターピストルが鳴らず作動しないアクシデントが発生し、川内は「面白かった」と思わず苦笑い。川内を含めた男子マラソン選手達は一旦スタート地点から引き上げ、10分後の9時25分に改めて正式にスタート。昨年の同大会と同じく雨天の中で、10Km地点迄川内は先頭集団についていたものの、それ以降はズルズルと遅れていき、結局25位に終わった。

### 新型コロナウイルス感染症拡大により公式レース中止等
2020年4月20日に開催予定で、川内自身もエントリーしていた第124回ボストンマラソンは、新型コロナウイルス・感染症拡大の影響で、一旦は約5か月後の同年9月14日に延期としていた。しかしながら、コロナウイルス感染防止や移動手段などを考慮、大会開催は困難と判断し、同年5月28日にマラソンの124年の歴史において、史上初めての当マラソン中止となった。同大会以降も、日本のみ為らず世界各国がコロナ感染蔓延による死者増加等の理由で、マラソンを始め公式レースは約半年の間出場出来なかった。
2020年7月、北海道のホクレンディスタンスチャレンジが久々に日本の公式試合（トラック中・長距離走）として決行されたが、川内は当大会の参加資格を満たしていない為に出走出来ず、7月18日の千歳大会においてネットライブ中継でゲスト解説者を担当した。
2020年9月19日、埼玉県新座市の第30回陸上競技選手権・記録会の男子5000mに、びわ湖毎日マラソン以来6か月ぶりに公式レースへ出走した。同年10月27日、駒沢公園陸上競技場で開催のの東京陸協ミドルディスタンス・チャレンジでは、久々に出走した800mで自己ベスト記録を更新。その2時間後には1500mも出場し3分56秒台の記録で各ゴールした。

### フルマラソンで世界初の100度目のサブ20達成
約9か月ぶりのフル出場だった、2020年12月6日の福岡国際マラソンでは、10Km付近まで第2グループの集団についていったが、その後完全脱落。結局2時間13分台の19位と、同大会では記録・順位共にワーストの結末で終わる。しかし2週間後の12月20日、防府読売マラソンではレース終盤迄先頭争いに加わり、38Km付近で優勝者の丸山竜也に振り切れられたが、男子総合で2位・2時間10分台のタイムでゴール。さらに、「フルマラソン100回目のサブ20（2時間20分未満）」という世界新記録を樹立した。ギネス世界記録に認定され、2021年3月2日に認定式が行われた。

### 大阪国際女子マラソンで女子選手のペースメーカー役として完走
2021年1月31日に開催される第40回大阪国際女子マラソンでの川内は、男子選手（ほか岩田勇治・田中飛鳥の合計3名が担当）として初めて日本国内で女子選手のみのマラソン大会において、先頭集団のペースメーカー役を務める事が報道された。さらに、新型コロナウィルス感染拡大予防策による原則的な無観客試合として、従来迄の大阪市内の公道は使用せず、長居公園内に有る周回道路（1周約2.8Km）を15周するコースへと変更した。
その大阪国際女子マラソン本番では、川内を含めた日本男子選手の3人が終始先頭に立ち、参加した女子選手達を先導する形式となる。13Km過ぎ迄、共に2020年東京五輪・女子マラソン日本代表へ選出された一山麻緒（ワコール）と前田穂南（天満屋）の2人が一騎討ちと成ったが、その後一山が前田を突き放し、一山の独走状態に川内と岩田の2名が牽引し、前田には田中1名が誘導となった。中間点の一山は1時間09分35秒で通過、日本女子マラソン記録保持者の野口みずき（2時間19分12秒）を上回るハイペースで突っ走ったが、25Km地点辺りからややペースダウン。終始一山を引っ張る川内と岩田の2人は一山に「頑張れ!」「いけるよ!」等と励ますシーンも見られた。結果、一山の日本記録達成は成らなかったが、当マラソンの大会記録（野口みずきの2時間21分18秒）を7秒更新する、2時間21分11秒のゴールタイムで優勝。川内は一山より47秒の差で遅れて2時間21分58秒と完走、公認記録として認定された。
ゴール後の川内は「一山選手は最後ペースを戻す走りをしてくれた。私自身も大変貴重な経験をさせて貰った。ペースメーカーとして女子選手達を先導した事を、今後自らのレースに生かしたい」と笑顔でコメント。優勝者の一山は「日本記録を破れなかったのは悔しいが、苦しい所で川内さんと岩田さんがずっと私を励ましてくれました。とても有り難かったです」と感謝の言葉を述べていた。なお2月6日には、当大会の完走記録証と記念タオルが川内の元へ届けられている。
翌2022年1月30日決行の第41回大阪国際女子マラソンでも川内は、2年連続で男子選手として第2集団のペースメーカー（ほか寺田夏生など）を務め、2時間24分59秒の公認記録で完走した。

### 最後のびわ湖毎日マラソンで2時間07分台・自己ベスト記録更新
2021年2月28日、（大阪マラソンと統合されるため）最後の開催となったびわ湖毎日マラソンに出場。レース序盤からハイペースで進む先頭集団にはつかずに、第2集団で待機。気温が10度前後で天気は曇り時々晴れ、湿度が約55%と風も余り吹かない絶好なコンディションの中、中間点は1時間03分19秒で通過。大きな課題だった中盤付近でも大きくペースダウンせず、終盤に入ると徐々に順位を上げる。結果、総合10位ながらも川内の念願だった2時間07分27秒を記録し、33歳で8年ぶりにフルマラソンの自己記録を47秒更新した。なお同マラソンでは、鈴木健吾が2時間04分56秒と男子マラソン日本記録を33秒上回って優勝を成し遂げ（従来は大迫傑の2時間05分29秒）、更にはサブテン達成者（2時間10分未満）が42人も出るなど、記録尽くめの大会となった。
2022年2月13日、第50回全日本実業団ハーフマラソン（山口県山口市）では男子総合66位ながらも、34歳で10年ぶりにハーフマラソンの自己記録を5秒更新する1時間02分13秒でフィニッシュ。それから2週間後の2月27日、第10回大阪マラソン・びわ湖毎日マラソン統合大会では、男子総合で9位・2時間08分台のタイムでゴールし、2024年パリオリンピック選考会のMGC出場権（2023年秋開催予定）を獲得した。

### 新型コロナウィルス感染・マラソン中負傷も3時間57分台で完走
3年ぶりにボストンマラソンへ出走後の同年4月23日、新型コロナウィルス・PCR検査で陽性反応を受けた影響により、翌4月24日のスペイン・10Kmレースを始め、5月1日のバンクバーマラソン、5月8日の仙台国際ハーフマラソンの欠場を自らTwitterで発表。5月15日に東京都で開催の「第2回森永inゼリーエネルギーチャージゲームズ」のペースメーカー役として復帰。
自身3年ぶりの出場だった、7月3日のゴールドコーストマラソンでは、5Km地点を15分14秒で通過後に体勢を崩した際、左膝の腱と左大腿裏が攣って走れなくなるアクシデントが発生。それでも途中棄権せずにジョギングと歩行の繰り返しで、フルマラソンのワースト記録・順位ながら3時間57分台の1682位でゴールした。その後は故障の治療に専念する意向とのこと。

### MGC（パリ五輪男子マラソン選考会）4位
2023年10月15日、東京・国立競技場発着でMGC（マラソングランドチャンピオンシップ・パリ五輪男子マラソン日本代表選考レース）が開催、通算130回目のフルマラソンとなる。スタート前に川内自ら「集団の中にいるだけでは詰まらない。見せ場を作って面白いレースをしよう」とインタビューに答えていた。冷たい雨が降り続く中、号砲後間もなくその言葉通り川内が積極的に先頭へ抜け出し、レース序盤の3Kmから終盤の35Km辺りまで、東京の街を完全独走状態に。ラップタイムは5km地点・14分44秒、10km地点・29分41秒と1km毎3分を切るハイペースで突っ走り、その後も後続の第2集団とは15km地点で28秒、20km地点で32秒、25km地点でも34秒と徐々に差を拡大する力走を見せる。然し25km～30Kmのスプリットが15分39秒、30km～35kmのラップも15分42秒と徐々に落ちてしまい、35.2km地点で遂に後方の2位集団に吸収された。それ以降も優勝争いの先頭集団へ必死に食らいついたが、39Km過ぎで優勝した小山直城（Honda）のロングスパートに後れを取り、40.5Kmでは2位に入った赤﨑暁（九電工）のラストスパートについていけず（小山・赤﨑はパリ五輪男子マラソン代表即内定）、ゴール手前では3位争いで大迫傑にも先を越され、結果は2時間09分18秒で惜しくも4位だった。それでもSNSなどネットは川内の声援で大いに沸き、自身も「とても楽しかった。力を出し切って3人に負けたから悔いは無い」と満足げに笑顔を見せていた。
1週間後の10月22日には久米島マラソンにハーフマラソンの部でゲストランナーとして出場し、10月29日には弓ヶ浜シーサイドマラソンにゲストランナーとして出場。
11月5日には5年ぶりに開催される東北・みやぎ復興マラソンでは、MGCから3週間ぶりにフルマラソンに出場し、大会新記録で優勝を果たした。

### 防府読売マラソンで5度目の優勝・フルマラソン通算50回目の優勝
2023年12月3日、防府読売マラソンでは18度目のサブテンとなる、2時間08分台のゴールタイムで同大会5年ぶり5度目の優勝を成し遂げた。
1週間後の12月10日には袋井クラウンメロンマラソンにゲストランナーとして出場を挟み、12月17日にはみえ松阪マラソンに出場し、2時間18分台ながらも大会2連覇を果たし自身50回目のフルマラソン優勝を成し遂げた。

## 人物・エピソード
- 座右の銘：「現状打破」

かつて、2009年4月～2019年3月の10年間は「公務員ランナー」として埼玉県立高校（定時制）の事務職員を任務する傍らで、主に駒沢オリンピック公園を拠点に練習を行っていた。青島健太は「最強市民ランナー」と評していた ほか、マスコミ陣営からも「日本男子最速の市民ランナー」という表現を用いていた。過去に何度か実業団の強豪チームからスカウトを受けたこともあったが「今のスタイルで結果が出ている」として頑なにスカウトを断っている。その一方で川内は「実業団には負けたくない。いつも『死んでもいい』という思いで走りますから」と強烈な自負を持ち続けている。
フルタイムで勤務していることから多くの練習時間を確保できず、実業団選手では月間走行距離1000km以上の選手もいる中、川内は600kmほどで競る相手がいないため強度の高い練習もできない。強度の高いポイント練習も水曜日と土曜日の2回だけ。水曜日がスピード練習（400mや1kmのインターバル走など）で、土曜日が距離走（30km - 43kmのペース走やビルドアップ走など）をしており、あとの5日間はすべてジョグである。ポイント練習は週に2回だけであり、そのときはいつも以上に集中して取り組んでいるという。また、他のトップ選手が年1 - 2レースなのに対し、川内は年9回（2012年）のフルマラソンに出場している。川内はこれを「究極のトレーニング」と捉えている。
川内が東京マラソン2011で日本男子トップの3位に入った際、実業団主導の日本男子マラソン界に大きな衝撃を与え、また日本陸連男子マラソン部長及び中国電力陸上部監督の坂口泰は「実業団の選手達はショックでしょう」としながらも、川内の快挙に対して賛辞を惜しまなかった。本業は全く陸上競技と関わりが無かったものの、川内本人は世界陸上選手権の内定代表選出に関して「有給休暇が使い切れていないのでこういう時に使わせてもらう」として、休みを取っての大会出場に意欲を見せていた。
フルマラソンでは常に全身全霊で力を振り絞って突っ走るためか、マラソンのゴール直後は意識朦朧の状態で倒れ込み、医務室へ運ばれる事態となることが多い。川内は「本当は医務室とはお世話にならない選手になりたいのですが、100%近く力を出し切らないと勝負にならないので」としきりに頭を掻きながらコメントしていた。
大の漫画好き。特に陸上競技を題材とした漫画を集めており「長距離マンガなら日本で有数のコレクターだと思う」（本人談）という。2011年世界陸上の際もお気に入りの漫画持参で現地入りしている。
2001年世界陸上エドモントン大会・2005年世界陸上ヘルシンキ大会男子400mHで2大会銅メダリストの為末大が2011年6月にゲスト出演した春日部高の同校講演会で対談が実現した。なお対談終了後の為末は、川内の印象に対して「やっぱり変な奴だな、と思いましたね」と苦笑いした。それから2年後、2013年の世界陸上モスクワ大会・男子マラソン日本代表に選出の川内と再び対面、為末は「彼は陸上界にとってもはや『きわもの』ではなく、新しいスタンダードを生み出しつつある」と記事を寄せている。
世界陸上大邱大会・男子マラソンでは個人戦で18位に留まったが、医務室で休んでいる最中、日本代表のマラソン団体戦は2位に入った事を聞かされた後「団体の銀メダルに貢献出来て嬉しい」と涙を浮かべ、「僕みたいにスピードが無くても日本人の粘りがあれば、マラソンはやれるんだと証明できた」と自身も納得のコメントを述べている。そのマラソン本番翌日の2011年9月5日、日本帰国便の飛行機を空港ロビーで待機中に、男子マラソン元日本記録保持者でマラソン15戦10勝の実績を持つ瀬古利彦と対面。瀬古からは「オレの記録（2時間08分27秒）を抜きなさい」と発破をかけられた。なお2013年1月、エスビー食品陸上部が廃部のため同年4月からDeNA陸上部監督就任の瀬古より、同陸上部への入部オファーがあったものの、川内は「僕は指導者に従うつもりはないし、自由にやりたい」とあえて辞退した。
レース前に「2時間07分台を狙う」と宣言した東京マラソン2012だったが、序盤で給水ボトルが取れず動揺した影響もあってか、中盤で日本人トップ争いからズルズル後退してしまい完敗。その翌日の2012年2月27日、記者陣の前に現れた川内は母親に頼んで五厘刈りのスキンヘッドの髪型にして登場。「大勢の方の期待に応えられず悔しいし、情けない。誠意を示すために丸めました」と目に涙をためながら謝罪した。
なお東京マラソン2012では、レース前の記者会見で当時の無職ランナー・藤原新 との激しい口撃バトルが繰り広げられる。すると前男子マラソン世界記録保持者の「皇帝」ことエチオピアのハイレ・ゲブレセラシェが「喧嘩は良くないですよ」と川内・藤原の2人を宥める場面があった。その東京マラソン本番は、藤原が日本人トップの2位に入りロンドン五輪男子マラソン代表に選出されたが、川内は14位で五輪落選と明暗が分かれる結果となる。その記者会見で川内は「藤原さんが五輪の舞台に立つことは嬉しい。藤原さんからお誘いがあれば勉強させていただきたい」とコメント。その後藤原も「僕も彼に刺激を受けて頑張れた。川内君と一緒にロンドンを走りたかった。五輪の枠に収まるようなランナーではないし、今後も良いライバルでい続けて欲しい」とエールを送っている。それから同年3月31日には、藤原新からの誘いで埼玉県の荒川沿いの河川敷にて、藤原との合同練習を公開していた。
2013年1月17日、翌日開催のエジプト国際マラソンに招待選手として出場するが、成田国際空港で搭乗前に日本国旅券を忘れているのを気付き、主催者が用意したエジプト航空の航空便に乗れず、約26万円（給与1か月分程度）の航空券代金を自腹で負担せざるを得なくなるハプニングがあった（当初カタール航空は約80万円支払ったと発表していたが、後日川内本人が笑いながら否定）。なお、パスポート不携帯に気付いた時には、母親が埼玉県の自宅から駆け付けたものの、電車が遅れた不運もあって、搭乗手続きに間に合わなかった。また現地で予定された記者会見も中止になった。
かつて川内が「マラソンをおまけに考える実業団選手には負けたくない」との発言に、九電工所属の前田和浩 は「実業団をばかにしないでほしい」と反論していた。2013年5月、世界陸上モスクワ大会・マラソン日本代表に選出の選手達（男子5名全員・女子は野口みずき1名）がメディカルチェックで東京都内に集合。その際川内と対面した前田は「川内君の出場レースの多さは凄い。僕は感心しています。わだかまり? 全然無いし普通に話しましたよ」とコメント。また、別府大分マラソン優勝の川内に20秒差で2位と敗れた中本健太郎（安川電機） は「世間を騒がせてくれたけど、注目の的になって苦労して大変だなと思う」と苦笑しつつも川内の動向を気遣っていた。
地元である久喜市の鷲宮商工会が何らかの形で応援できないかと、町おこしで関わりのある漫画・アニメ『らき☆すた』の作者、美水かがみに応援キャラクターの制作を打診、川内のアイデアを取り入れた、ノースリーブのパーカーにスパッツ姿のポニーテールの少女「武比奈まい」が作られた。名前は鷲宮神社の祭神・武夷鳥命と同神社で奉演される神楽の舞から付けられている。
2016年3月13日に開催された地元の久喜マラソン第1回大会では、開会式時に上下紺色の背広・ネクタイ姿で登場。その後もランニングウェアに着替える事無く、スーツに黒サングラスを掛け、黒革靴を履きながら、ビジネスマン風のコスプレの格好でハーフマラソンを出走。2017年3月の第2回大会は、鷲宮中学校・陸上部時代のユニホームを着用しトップでゴール。2018年3月の第3回大会はパンダの着ぐるみ姿で、2019年3月の第4回大会は忍者姿で、それぞれ参加した（但し2020年3月の第5回大会は、新型コロナウイルスの日本における感染拡大の余波を受け、参加ランナー・運営スタッフ・ボランティア等の安全を考慮し、2020年2月21日に開催中止が決定）。
2015年3月11日、世界陸上北京大会の女子マラソン選考において、横浜国際女子マラソンで優勝した田中智美が落選。大阪国際女子マラソンで日本人トップの2位 ながら田中のゴールタイムより18秒先着の重友梨佐が選出された事に関し、川内は「やっぱり優勝して選ばれないのは…私は優勝の田中さんを真っ先に選ぶのもアリだと。（陸連は）事前にタイム中心で選考すると言っていないし、積極性についても言っていない。メンバーのレベルなんて、エントリーしてみないと分からないですから」等とコメント、日本陸連が下した選考方法に疑問を呈していた。
同年11月15日、埼玉県が共催に加わり第1回大会が開かれるさいたま国際マラソンの大会サポーターに就任。その前日のトークショーに出席した川内は、ロシア陸上界の組織的なドーピング問題について「あれだけ厳格に検査をやっている筈なのに…これでもっと厳しくなり（居場所情報など）手続きが面倒になると、アスリートにとって害になる」など不愉快な気分を表していた。
第91回・第92回箱根駅伝において総合2連覇（のち第94回箱根駅伝で総合4連覇）を達成した青山学院大学陸上部監督の原晋が指導する当時19歳の下田裕太が、2016年2月28日の東京マラソン2016で10代男子の日本記録達成（2時間11分34秒）で日本勢2着（男子総合10位）に入った事に、原は「下田の伸びしろは200%有る。『将来性』を見越し下田をリオ五輪男子マラソン代表に選出すべき」と大口を叩いた。これに川内は、「下田君のゴールタイムは凄いが、若ければ良いってものじゃない。将来性だけで五輪に選ぶのはどうか」、「私自身マラソンは10回以上下田君より良いタイムで走った。1・2回しかフルを走ってない若手選手と違い、経験では負けない」、「原監督の発言に悔しく思った実業団選手は大勢いるだろうし、私も同感。最低2時間10分は切らないと。監督も箱根駅伝を語るのは良いが、マラソンはまだ早い」等、原のビッグマウスぶりを批判している。
同年4月30日、同じ苗字に因んだ福島県双葉郡川内村の「第1回川内の郷かえるマラソン －復興から創生への折り返し－」へ、ゲストランナーとしてハーフマラソンの部に出走した（公式記録・順位は無し）。それ以降も同大会には、女子マラソンランナー・吉田香織と共に毎年招待されて出走し続けている（然し2020年4月開催予定だった第5回大会は、新型コロナウイルス・日本感染蔓延の影響により同年9月へ延期）。
プロランナー転向直前の2019年3月11日、前日の名古屋ウィメンズマラソンがデンソー所属選手として最後のレースと成った、水口侑子と同年5月に結婚と各マスコミ陣が挙って報道された。
プロランナーとして初めての出場・前大会覇者として、第123回ボストンマラソンにエントリーした川内は、前年優勝者が参加するMLB・レッドソックスの本拠地フェンウェイ・パークにて、オリオールズ戦で自身初の始球式に登場した（但し同マラソン本番は17位に終わり2連覇は成らなかった）。
新型コロナウィルス感染症拡大の為公式レースが中止続きだった2020年の春・夏に掛けて、自己練習の合間に国内旅行業務取扱管理者を勉強して国家試験を受験。同年10月29日、自身のTwitterにて「合格」を報告した。

### マラソン日本代表から引退表明、のち復帰宣言・引退撤回へ
2017年8月の世界陸上ロンドン大会・男子マラソンで9位だった川内は、帰国後報道陣に対し「（世界陸上に）3回も挑戦したのに結果を出せず悔しい。だが、2020年（8月開催予定）の東京オリンピック（男子マラソン）は暑さも加わるので、これ以上の順位（9位）を臨むのは難しい。今後は若い選手達の刺激になるような存在に成れれば良い」と語り、若手へのバトンタッチとマラソン日本代表を引退する意向を仄めかしていた。同年8月15日に地元・埼玉県久喜市の「世界陸上報告会」へ登場。その席で川内は、自ら東京五輪挑戦の完全否定と共に「今後は日本代表という立場ではなく、自分の時間の中で海外の試合に多く出ていきたいと思います。世界中の大会に出て人脈を作り、日本人でもこういう形で世界で戦える処を見せていきたい。好きな大会で好きなだけ走り、これからも自分を追い込んでいきます」とコメント。ところが、日本陸連・マラソン強化戦略プロジェクトリーダーの瀬古利彦は、川内の代表引退報道に関して「勿体無い。辞めないで、もっとやって欲しい」と頭を抱えつつ、縋るように熱弁を奮っていた。
それから1年3か月経過後の2018年11月18日、翌2019年3月限りで埼玉県庁を退職・4月よりプロランナー転向を表明した川内は、上尾シティマラソン（ハーフの部）のフィニッシュ後に自ら「2019年世界陸上ドーハ大会の男子マラソン日本代表を目指す」と、日本代表からの引退撤回を宣言。その理由について川内は「結局、公務員プラス日の丸の重圧が厳しかった。公務員なのに『走ってばかりいやがって』みたいに言われ続けたので。プロになれば、十分に日の丸のために仕事を休んでいいじゃないですか」と語り続け、「ドーハ世界陸上・男子マラソンの号砲は深夜0時スタートと聞いた。それならば気温30度を超えないし、涼しい気象条件で上位が狙える」を気合を入れ直していた。同年12月、防府読売マラソンで4回目の覇者となった川内は「今迄多くの人に応援してもらったので、（公務員ランナーとして最後が）ひっそり終わるのも嫌だし、テレビ中継があるびわ湖（毎日マラソン）で今後が楽しみと思えるような走りが出来れば。自己記録更新とはいかないまでも、サブ10は達成したい。そうすれば（2019年9月開幕のドーハ）世界陸上が見えてくる」と更なる意欲を述べたものの、東京オリンピック重要選考会のMGC出場については「あくまでドーハ世界陸上がダメだったらの話で、MGCと世界陸上と続けて2レース出走する気は頭にない」と、改めて東京五輪への挑戦は消極的なコメントを述べていた。
2019年5月28日、世界陸上ドーハ大会・男子マラソン代表に選出、プロランナーとして日本代表復帰を表明する。その席で川内は「MGCには出走しないが、残り1枠のMGCファイナルチャレンジで東京五輪代表選出へ是非挑戦してみたい」とも語っていた。

## 自己記録
| 800m                 | 2分00秒10     | 2021年05月04日 | 川越市春季陸上競技記録会                    |                                           |
| 1500m                | 3分50秒51     | 2012年09月22日 | 日体大長距離記録会                          |                                           |
| 5000m                | 13分58秒62    | 2012年09月23日 | 日体大長距離記録会                          |                                           |
| 10000m               | 29分02秒33    | 2010年06月20日 | ホクレンディスタンスチャレンジ・士別大会    |                                           |
| 10 km（ロード）      | 29分54秒      | 2013年12月31日 | San Silvestre Vallecana 10 km（マドリード） |                                           |
| 10マイル             | 47分28秒      | 2014年02月09日 | 唐津10マイルロードレース大会                |                                           |
| 20 km（スプリット）  | 59分10秒      | 2012年02月05日 | 香川丸亀国際ハーフマラソン                  |                                           |
| 20 km                | 59分17秒      | 2013年10月20日 | 高島平ロードレース                          |                                           |
| ハーフマラソン       | 1時間02分13秒 | 2022年02月13日 | 全日本実業団ハーフマラソン                  |                                           |
| 25 km（スプリット）  | 1時間14分32秒 | 2013年02月17日 | 金栗記念熊日30キロロードレース              |                                           |
| 30 km                | 1時間29分31秒 | 2013年02月17日 | 金栗記念熊日30キロロードレース              |                                           |
| マラソン             | 2時間07分27秒 | 2021年02月28日 | びわ湖毎日マラソン                          |                                           |
| 50 km                | 2時間44分07秒 | 2016年06月19日 | 隠岐の島ウルトラマラソン                    | 日本最高記録、世界歴代3位相当（参考記録） |
| 71 km                | 4時間41分55秒 | 2018年05月20日 | 星の郷八ヶ岳野辺山高原100kmウルトラマラソン |                                           |
| 歴代記録は当時の順位 |               |                |                                             |                                           |

### 川内優輝のマラソン自己記録
- 2時間07分27秒 : 2021年2月28日 びわ湖毎日マラソン

|            | 5 km  | 10 km | 15 km | 20 km   | 中間点  | 25 km   | 30 km   | 35 km   | 40 km   | ゴール  |
| ---------- | ----- | ----- | ----- | ------- | ------- | ------- | ------- | ------- | ------- | ------- |
| タイム     | 14:59 | 30:00 | 45:01 | 1:00:02 | 1:03:19 | 1:14:57 | 1:30:03 | 1:45:15 | 2:00:41 | 2:07:27 |
| スプリット | 14:59 | 15:01 | 15:01 | 15:01   |         | 14:55   | 15:06   | 15:12   | 15:26   | 06:46   |